# Kirk Urso
Kirk Urso (Downers Grove, Illinois, 6 de marzo de 1990 – Columbus, Ohio, 5 de agosto de 2012) fue un futbolista estadounidense. Jugó profesionalmente para el Columbus Crew de la MLS, equipo al que perteneció hasta su prematura muerte en 2012 con tan solo 22 años. Además, fue internacional con los Estados Unidos a nivel juvenil Sub-17, habiendo jugado en la Copa Mundial de esa categoría en Corea del Sur en 2007.

## Trayectoria
Se formó en la Academia de Fútbol IMG en la que jugó desde 2005 hasta 2007. En 2008, fichó por el North Carolina Tar Heels. En ese mismo año, firmó su primer contrato profesional con el Carolina Dynamo, allí permaneció un año. En 2009 se unió al Chicago Fire Premier de la USL Premier Development League y finalmente, en 2012, fichó por el Columbus Crew de la Major League Soccer, su último club.

## Selección nacional
Jugó 2 partidos con la Selección Estadounidense Sub-17 y marcó 1 gol. En 2007, disputó la Copa Mundial de Corea del Sur.

## Clubes
| Club                 | País           | Año         | Partidos | Goles |
| -------------------- | -------------- | ----------- | -------- | ----- |
| Carolina Dynamo      | Estados Unidos | 2008 - 2009 | 25       | 4     |
| Chicago Fire Premier | Estados Unidos | 2010        | 16       | 5     |
| Columbus Crew        | Estados Unidos | 2012        | 6        | 0     |